# Liriomyza baccharidis
Liriomyza baccharidis este o specie de muște din genul Liriomyza, familia Agromyzidae, descrisă de Spencer în anul 1963. Conform Catalogue of Life specia Liriomyza baccharidis nu are subspecii cunoscute.